# Фальцеты (мюзикл)
«Фальцеты» (англ. Falsettos) — американский мюзикл. Спектакль повествует о жизни американской семьи во время эпидемии ВИЧ в начале 80-х годов. Состоит из двух частей: «Марш Фальцетов» (1981) и «Страна Фальцетов» (1990).
Первая постановка прошла на Бродвее в 1992 году и получила семь номинаций на премию «Тони», из которых выиграла две — За лучшее либретто для мюзикла и За лучшую музыку.
В 2016 мюзикл был возрождён на Бродвее и был номинирован на премию «Тони» за лучший возрождённый мюзикл.

## Сюжет

### Акт I: Марш Фальцетов
1979 год, Нью-Йорк. Марвин, его сын Джейсон, его психиатр Мендел и его парень Уиззер в самом разгаре спора («Four Jews In A Room Bitching»). Марвин объясняет своё положение: он ушёл от жены Трины к Уиззеру, надеясь сохранить хорошие отношения с ней и сыном, но они его взглядов не разделяют («A Tight-Knit Family»).
Трина, по рекомендации Марвина, решает посетить Мендела. На сеансе становится понятно, что она испытывает проблемы с принятием развода и неудачи в попытках быть идеальной женой. Мендел, привлеченный Триной, пытается доказать ей, что в этом нет её вины («Love is Blind»).
Марвин и Уиззер комментируют свои отношения. У них мало общего, но чувства есть, и оба беспокоятся о том, что они изнашиваются («The Thrill of First Love»).
Уиззер представляет «Марвин у психиатра: мини-опера в трех частях» («Marvin at the Psychiatrist, a Three-Part Mini-Opera»). В первой части Мендел расспрашивает Марвина о его взаимоотношениях с Уиззером, Марвин рассказывает о своей любви к нему и разочарованиях, связанных с ним. Во второй части Мендел, очевидно, влюбленный в бывшую жену Марвина, Трину, расспрашивает его о её привычках. В третьей части Марвин и его сын, Джейсон, обсуждают отдаленность в их отношениях.
Десятилетний Джейсон обеспокоен тем, что, по его мнению, из-за ориентации отца, он тоже может стать гомосексуалом, из-за чего он становится капризным и отозванным («My Father’s a Homo»).
Трина и Марвин решают, что Джейсону необходима терапия, поэтому они советуют ему увидеться с Менделом, но их сын соглашается только после совета Уиззера («Everyone tells Jason to see a Psychiatrist»).
Марвин и Уиззер спорят из-за отсутствия у второго энтузиазма к моногамии и попыток Марвина заставить его быть домохозяином. В это время Трина жалуется Менделу о том, как её роль в семье уменьшается, в то время как влияние Уиззера увеличивается. Все винят в этом Марвина («This Had Better Come To An End»).
Несмотря на попытки Трины сохранить здравомыслие, она теряет контроль («I’m Breaking Down»). Джейсон продолжает плохо себя вести, Трина звонит Менделу и приглашает его на ужин, чтобы провести терапию у них дома («Please Come To Our House»). Мендел появляется и сразу очаровывает Трину. Джейсон делится с Менделом переживаниями и он советует ему просто расслабиться и наслаждаться жизнью («Jason’s Therapy»). После нескольких подобных ужинов, смешанных с терапией, Джейсон спрашивает Мендела, в чём его намерения. Мендел неуклюже делает предложение, Трина соглашается («A Marriage Proposal»). Марвин в ярости от того, что его терапевт буквально получает его семью («A Tight-Knit Family (Reprise)»).
В «Песне Трины» («Trina’s Song») она размышляет о своей ситуации. Несмотря на то, что она знает, что Мендел такой же ребячливый и нервный, как и Марвин, но он любит её, а ей нужно чувствовать себя любимой. В контраст, четверо мужчин поют гимн всем видам маскулинности. Трое взрослых людей поют фальцетом, чтобы гармонировать с детским голосом Джейсона («March of the Falsettos»).
Марвин пытается научить Уиззера играть в шахматы («The Chess Game»), но они ссорятся и принимают решение расстаться, в то время как Трина и Мендел решают жить вместе («Making a Home»). Пока Мендел собирает вещи, Уиззер рассуждает о своей жизни и отношениях с Марвином («The Games I Play»).
После получения объявления о предстоящей свадьбе Мендела и Трины, Марвин обвиняет Трину в разрушении семьи, приходя в ярость и дая ей пощечину («Marvin Hits Trina»). Все, шокированные его действиями, признают, что никогда не хотели чувствовать то, что они чувствуют к людям в своей жизни и принимают боль, которая может принести любовь («I Never Wanted To Love You»).
Марвин оборвал отношения с Уиззером и Триной, но он все ещё хотел поддерживать отношения с сыном, который с облегчением осознает свою гетеросексуальность. Марвин говорит Джейсону, что он будет рядом и будет любить сына вне зависимости от того, каким человеком тот вырастет («Father to Son»).

### Акт II: Страна Фальцетов (Falsettoland)
Мендел светит фонарём в сторону зрителей с тёмной сцены, приглашая их в «Страну Фальцетов», конец истории. Прошло два года, на дворе 1981. Появляется два новых персонажа: доктор Шарлотт, интерн, и её девушка Корделия, занимающаяся поставкой еврейских блюд — соседки Марвина. Марвин говорит, что это время повзрослеть и перешагнуть через себя. Он решает поддерживать отношения с Джейсоном, ведь теперь он делит опеку с Триной, которая вышла замуж за Мендела. Марвин не видел Уиззера два года и всё ещё не может его забыть.
Однажды, когда Трина приезжает к Марвину, чтобы забрать Джейсона на неделю, она говорит ему, что пришло время планировать бар-мицву Джейсона — вероятно, наименее приятное занятие для бывших супругов. Двое сразу же ссорятся, что тревожит Джейсона и веселит Мендела. Мендел предлагает устроить тихое празднество и успокоиться, но Марвин, Трина и Корделия хотят устроить запоминающуюся вечеринку («The Year of the Child»).
Следующая сцена: бейсбольный матч Джейсона. Во время игры Джейсон находится в раздумьях — кого ему стоит приглашать: девочек, которых ему стоит пригласить или девочек, которых он хочет пригласить («The Miracle of Judaism»). Все присутствуют на игре и наблюдают за еврейскими детьми, которые очень плохо играют в бейсбол, как вдруг заявляется Уиззер, который пришел по приглашению самого Джейсона. Марвин в шоке, Трина не рада подобному «сюрпризу». Уиззер дает Джейсону нужные советы, а Марвин дает ему понять, как он скучает по нему. Марвин осторожно приглашает Уиззера на свидание, в то время как Джейсону удаётся попасть по мячу («The Baseball Game»). Интермедия заканчивается размышлением трех пар о том, как прекрасна жизнь («A Day in Falsettoland»). Вскоре после этого Марвин и Трина долго спорят об организации бар-мицвы («The Fight»), из-за чего Джейсону хочется отменить ее. Мендель утешает мальчика, говоря ему, что «все ненавидят своих родителей» в его возрасте, но все в конечном итоге взрослеют и ненавидят их меньше («Everyone Hates His Parents»).
Однажды утром Марвин сидит в постели, смотрит на спящего Уиззера и изумляется, как сильно он его любит («What More Can I Say?»). Тем временем доктор Шарлотта узнает, что молодые геи в городе прибывают в больницу с загадочной болезнью («Something Bad is Happening»). Уиззер внезапно падает в обморок во время игры в ракетбол и попадает в больницу, а Трина встревожена тем, насколько она расстроена его состоянием («Holding to the Ground»). В палате Уиззера все собираются, чтобы подбодрить его, комментируя, как хорошо он выглядит. Все сходятся во мнении, что именно такие дни заставляют светских евреев верить в Бога, но Джейсон с детской честностью говорит Уиззеру, что тот ужасно выглядит («Days Like This»). Мендель и Трина усаживают Джейсона, чтобы сообщить ему, что Уиззер может и не поправиться, и предлагают ему возможность отменить бар-мицву («Canceling the Bar Mitzvah»). Марвин сидит в больничной палате Уиззера, к нему вскоре присоединяются Корделия и доктор Шарлотта, и четверо «маловероятных любовников» обещают держаться вместе до конца, несмотря на ухудшение ситуации с Уиззером («Unlikely Lovers»).
Когда состояние Уиззера ухудшается, Джейсон обращается к Богу, предлагая выполнить бар-мицву, если Уиззеру станет лучше («Another Miracle of Judaism»). Доктор Шарлотта объясняет Марвину, что он тоже мог заразиться («Something Bad is Happening»). Болезнь Уиззера становится неизлечимой, и он решает встретить смерть с достоинством и мужеством («You Gotta Die Sometime»). Внезапно все врываются в больничную палату. У Джейсона было прозрение: он хочет провести церемонию в больничной палате Уиззера («Jason’s Bar Mitzvah»). Когда Джейсон завершает свое чтение, Уиззер падает в обморок и его выносят из комнаты. За ним следуют все, кроме Марвина. Марвин, оставшись один, спрашивает покойного Уиззера, какой была бы его жизнь, если бы они не любили друг друга. Появляется дух Уиззера и спрашивает, не сожалеет ли Марвин об их отношениях, на что Марвин решительно заявляет, что в любом случае поступил бы точно также («What Would I Do?»). Друзья и семья Марвина окружают его, и он, наконец, теряет самообладание. Мендель выходит вперед, со слезами на глазах заявляя, что «здесь мы принимаем бой» («Falsettoland (reprise)»).

## Актёрский состав
| Персонаж | Марш Фальцетов (1981) | Марш Фальцетов в Лос-Анджелесе (1982) | Страна Фальцетов Офф-Бродвей (1990) | Бродвей (1992)  | Национальный тур (1993) | Возрождение на Бродвее (2016) |
| -------- | --------------------- | ------------------------------------- | ----------------------------------- | --------------- | ----------------------- | ----------------------------- |
| Марвин   | Майкл Руперт          | Майкл Руперт                          | Майкл Руперт                        | Майкл Руперт    | Грегг Эдельман          | Кристиан Борль                |
| Уиззер   | Стивен Богардус       | Стивен Богардус                       | Стивен Богардус                     | Стивен Богардус | Питер Реардон           | Эндрю Рэннеллс                |
| Трина    | Эллисон Фрейзер       | Мэлани Чартофф                        | Фэйт Принс                          | Барбара Уолш    | Кэроли Кармелло         | Стефани Дж. Блок              |
| Мендел   | Чип Циен              | Чип Циен                              | Чип Циен                            | Чип Циен        | Адам Хэллер             | Брендон Юраноуиц              |
| Джейсон  | Джеймс Кушнер         | Крейг Таро Голд                       | Дэнни Джирард                       | Джонатан Каплан | Рамзи Халаф             | Энтони Розенталь              |
| Шарлотт  | -                     | -                                     | Хезер МакРо                         | Хезер МакРо     | Барбара Марино          | Трейси Томс                   |
| Корделия | -                     | -                                     | Джанет Мец                          | Кэроли Кармелло | Джессика Моласки        | Бетси Вульф                   |

## Музыка
| Акт I - «Four Jews in a Room Bitching» — Уиззер, Марвин, Джейсон и Мендел - «A Tight-Knit Family» — Марвин - «Love is Blind» — Марвин, Джейсон, Уиззер, Мендел и Трина - «Thrill of First Love» — Марвин и Уиззер - «Marvin at the Psychiatrist (A Three-Part Mini-Opera)» — Джейсон, Мендел, Уиззер и Марвин - «Everyone Tells Jason to See a Psychiatrist» — Джейсон, Марвин, Трина и Уиззер - «This Had Better Come to a Stop» — Марвин, Уиззер, Джейсон, Трина и Мендел - «I’m Breaking Down» — Трина - «Jason’s Therapy» — Мендел, Трина, Уиззер, Марвин и Джейсон - «A Marriage Proposal» — Мендел, Трина и Джейсон - «A Tight-Knit Family (Реприза)» — Мендел и Марвин - «Trina’s Song» — Трина - «March of the Falsettos» — Мендел, Марвин, Джейсон и Уиззер - «Trina’s Song» (Реприза) — Трина - «The Chess Game» — Марвин и Уиззер - «Making a Home» — Мендел, Джейсон, Трина и Уиззер - «The Games I Play» — Уиззер - «Marvin Goes Crazy» или «Marvin Hits Трина» — Марвин, Мендел, Джейсон, Трина и Уиззер - «I Never Wanted to Love You» — Марвин, Мендел, Джейсон, Трина и Уиззер - «Father to Son» — Марвин и Джейсон | Акт II - «Welcome to Falsettoland» — Каст - «The Year of the Child» — Каст без Уиззера - «Miracle of Judaism» — Джейсон - «The Baseball Game» — Каст - «A Day in Falsettoland» — Каст - «The Fight» / «Everyone Hates His Parents» — Мендел, Джейсон, Марвин и Трина - «What More Can I Say» — Марвин - "Something Bad Is Happening/More Racquetball " — Шарлотт, Корделия, Марвин и Уиззер - «Holding to the Ground» — Трина - «Days Like This» — Каст - «Cancelling the Bar Mitzvah» — Джейсон, Мендел и Трина - «Unlikely Lovers» — Марвин, Уиззер, Шарлотт и Корделия - «Another Miracle of Judaism» — Джейсон - «Something Bad is Happening (Реприза)» — Шарлотт - «You Gotta Die Sometime» — Уиззер - «Jason’s Bar Mitzvah» — Каст - «What Would I Do?» — Марвин и Уиззер - «Falsettoland (Реприза)» — Мендел |